# Friedrich Engels (Fabrikant)

Friedrich Engels

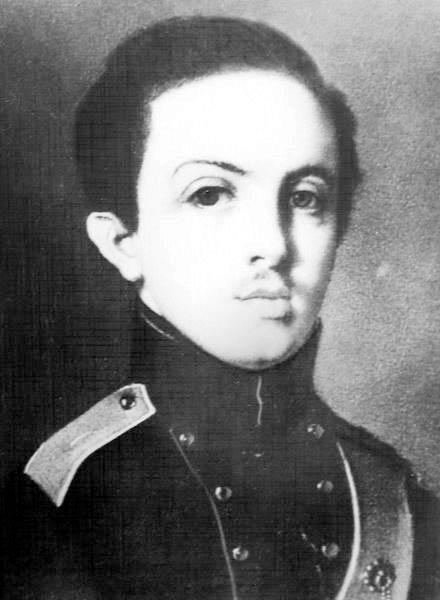
Friedrich Engels (senior) als freiwilliger Artillerist bei der 7. reitenden Artilleriebrigade in Düsseldorf Anfang 1818. Gemälde von Heinrich Christoph Kolbe

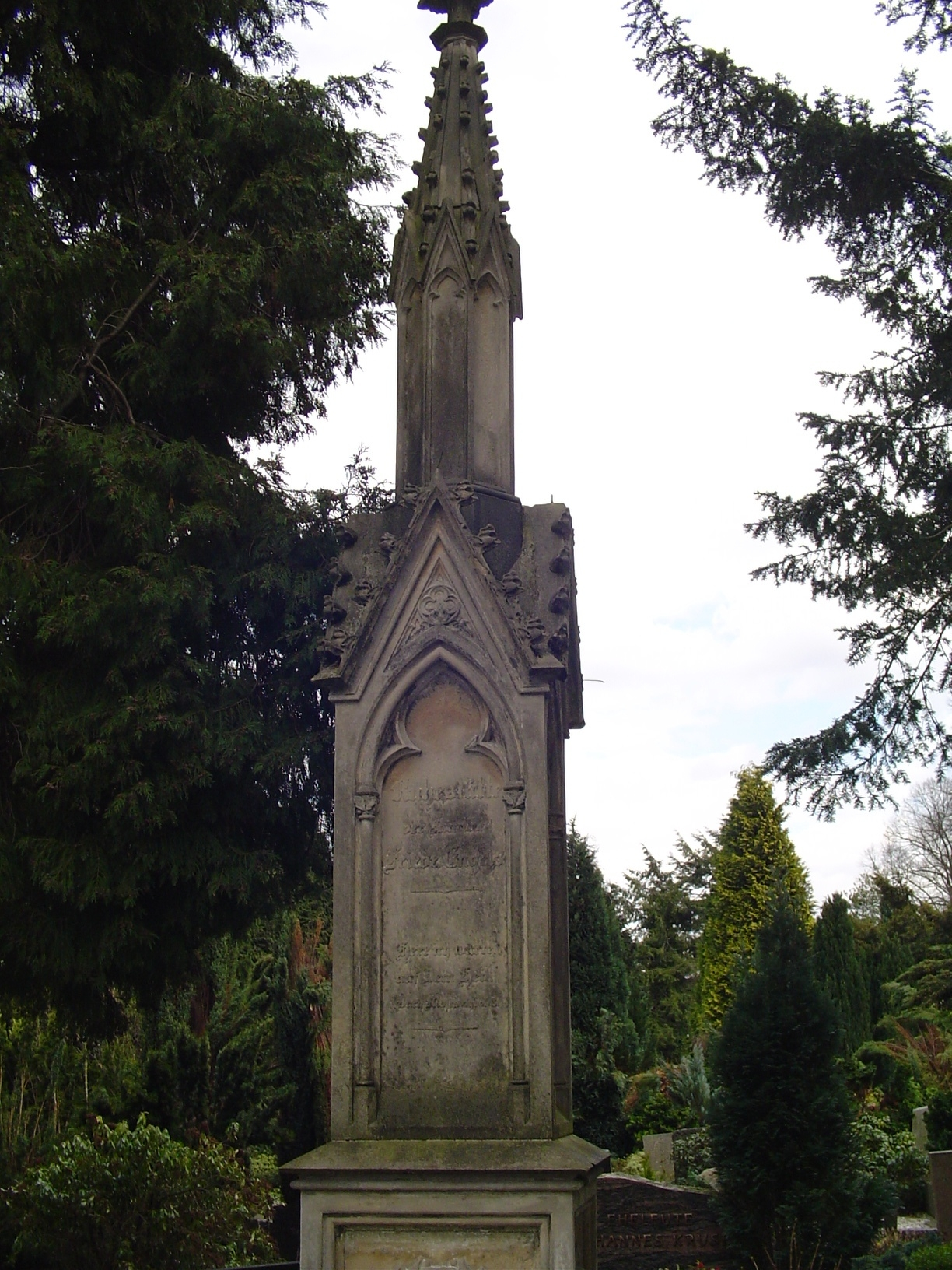
Grabmal auf dem Unterbarmer Friedhof

Friedrich Engels (* 12. Mai 1796 in Barmen (heute Stadtteil von Wuppertal); † 20. März 1860 in Barmen) war ein deutscher Fabrikant der Textilindustrie. Er war der Vater von Friedrich Engels, der zusammen mit Karl Marx das Kommunistische Manifest verfasste.

## Leben
Friedrich Engels war ein Sohn des Manufakturbesitzers Johann Caspar Engels und dessen Ehefrau Luise Noot (1762–1822), einer Tochter des Zollbesehers und Bürgermeisters von Ruhrort, Jan Willem Noot. Einer seiner Brüder war August Engels, später Fabrikant und Mitglied im preußischen Herrenhaus.
Engels erlernte den Beruf des Kaufmanns in Frankfurt. Danach trat er in das Familienunternehmen in Barmen ein. Im Jahr 1819 heiratete er Elisabeth Franziska Mauritia, geb. van Haar (1797–1873). Sie war eine Tochter des Gymnasialdirektors Gerhard Bernhard van Haar aus Hamm. Mit dieser hatte Engels fünf Söhne und vier Töchter. Unter seinen Söhnen waren der spätere sozialistische Theoretiker und Unternehmer Friedrich Engels und die beiden Unternehmer Hermann und Rudolf Engels.
Im Jahr 1837 verließ Engels das Familienunternehmen und kaufte sich in die Baumwollspinnerei des niederländischen Fabrikanten „Peter Ermen & Co.“ in Manchester ein. Das Unternehmen trug ab diesem Zeitpunkt den Namen „Ermen & Engels“. Zum selben Zeitpunkt gründeten sie auf deutschem Boden gemeinsam eine weitere Fabrik, die den preußischen Markt bedienen sollte. Engels erwarb dafür ein Grundstück in Engelskirchen in unmittelbarer Nähe zur Agger samt Wassernutzungsrechten. Ab 1844 lief die Produktion der Baumwollspinnerei in Engelskirchen an.
Seine Standortentscheidung begründete Engels erstens mit dem günstigen Gefälle der Agger. Dadurch ließ sich die Wasserkraft optimal für seine Maschinen nutzen. Auch die gute Wasserqualität der Agger ist für die Baumwollspinnerei entscheidend. Zweitens wusste Engels um willige und günstige Arbeitskräfte in einer ländlichen Region. Den Arbeitslohn für einen Mann in Engelskirchen veranschlagte er mit acht Silbergroschen pro Tag. In Barmen hätte er 14 oder 15 Silbergroschen zahlen müssen. In einem Brief an seinen Geschäftspartner Peter Albertus Ermen schreibt er am 15. Januar 1837, dass der Ort über 147 schulpflichtige Kinder verfüge. „Kinder wird man verhältnismäßig weit billiger, und mindestens 30 bis 40 billiger wie bei uns haben können.“ Kinderarbeit war zur Zeit der Industrialisierung und insbesondere in der Textilindustrie weit verbreitet.
Engels gründete in Engelskirchen eine Unterstützungskasse für seine Arbeiter und ließ Wohnungen für seine Facharbeiter und deren Familien errichten.
Der Familientradition entsprechend engagierte sich Engels in der unierten Gemeinde in Unterbarmen, die sein Vater mitbegründet hatte. Dort hatte er unter anderem zwischen 1835 und 1849 das Amt des Kirchmeisters inne. Er war zwischen 1828 und 1832 maßgeblich am Bau der Unterbarmer Hauptkirche beteiligt.
Nachdem die Fabrik in Engelskirchen errichtet war, ließ Engels einen neuen Familienwohnsitz in direkter Nachbarschaft zur Fabrik errichten. Im Jahr 1855 wurde die Villa Braunswerth fertig gestellt, die ausreichend Wohnraum für ihn und seine Ehefrau sowie die Familien seiner Söhne Hermann und Emil bot.
Engels war tief im bergischen Pietismus verwurzelt. Mit seinem Nachlass stiftete Engels dem Ort eine evangelische Kirche. 1866 wurde die Kirche samt Pfarrhaus und Schule eingeweiht.
Der von ihm maßgeblich mitgegründete Betrieb in Engelskirchen ist heute Schauplatz des LVR-Industriemuseums. In dem ehemaligen Gebäude der Zwirnerei ist das Kraftwerk Ermen & Engels untergebracht.
Das Verhältnis zwischen Vater und Sohn Friedrich Engels war spannungsgeladen. Der jüngere Engels sprach von seinem Vater gegenüber Karl Marx im Jahr 1848 als dem „fanatischen und despotischen Alten“. Im Jahr 1849 kam es zu einem schweren Konflikt mit dem Sohn Friedrich, als dieser sich aktiv am Elberfelder Aufstand beteiligte. Die Folge war, dass der Vater seinem Sohn die finanzielle Unterstützung strich. Gleichwohl unterstützte er diesen später, indem er ihm eine Beschäftigung in der Firma Engels & Ermen in Manchester verschaffte. Die Firma in Engelskirchen fiel nach dem Tod des Vaters an die Brüder Hermann und Rudolf. Die Fabrik in Manchester wurde bis 1869 vom jüngeren Friedrich geleitet.
Engels liegt auf dem Unterbarmer Friedhof in der Nähe des Haupteingangs begraben.